# ミルフォード (ドニゴール県)
ミルフォード（英: Milford または 英: Millford、歴史的には 英: Ballynagalloglagh、愛: Baile na nGallóglach）は、アイルランドのドニゴール県のタウンランド。2022年の調査によれば人口は1,076人であった。
地元紙ティアコネル・トリビューンはミルフォードに本社を構えている。

## 歴史と名称
レタケニーの北に位置し、18世紀にクレメント家により開かれた。町の名は町外れにあったマギーの小川の製粉所（mill）にちなむ。
アイルランド語の Baile na nGallóglach は「ガログライ（gallóglach）の町」の意味で、ガログライは英語では gallowglass と書き、13世紀中ごろから16世紀後期にかけてスコットランドから来たノルウェー系ゲール人のエリート傭兵の氏族を指す。この町の丘でガログライの支援を受けたアイルランド人とイングランド人との戦いがあったことから、この名で呼ばれるようになった。
ミルフォードはアメリカ合衆国大統領ジェームズ・ブキャナンの故地であり、1783年に同名の父ジェームズ・ブキャナン・シニアがこの町からアメリカに移民している。

## 産業
かつては主な働き口としてミルフォード・ベーカリー・アンド・フラワー・ミルズとマクマホンズ・ガレージがあったが、現在はどちらもなくなっている。現在は郵便局、スーパーマーケット4軒、獣医診療所、パブ 3 軒、健康センター、図書館（県議会事務所併設）、消防署と釣り堀がある。
ギャロウグラス・コミュニティ・センターはコミュニティに寄託されており、2023年9月からコミュニティのイベントや講義の会場として使われている。
ポートサロン、ラスマラン、ダウニングスおよびトラモアのビーチにほど近く、レタケニーの表玄関ともなっている。

### 教育
初等教育機関として国民学校のスコイル・ミューレ・ミルフォード、中等教育機関としてロレト・コミュニティ・スクールとマッロイ・カレッジがある。また、成人向けの継続教育機関として教育・訓練委員会センターが設けられている。

## 政治
ミルフォード選挙区にはドニゴール県議会の3議席が割り当てられている。